# Ligne Takahama
La ligne Takahama (高浜線, Takahama-sen) est une ligne ferroviaire de la compagnie Iyo Railway (Iyotetsu) située à Matsuyama dans la préfecture d'Ehime au Japon. Elle relie la gare de Takahama à celle de Matsuyama City.

## Histoire
La ligne est ouverte le 28 octobre 1888 entre Mitsu et l'actuelle gare de Matsuyama City. C'est la plus ancienne ligne de l'île de Shikoku. La ligne est prolongée à Takahama en 1892.

## Caractéristiques

### Ligne
- longueur : 9,4 km
- écartement des voies : 1 067 mm
- électrification : 600 Vcc par caténaire
- nombre de voies :
  - double voie de Matsuyama City à Baishinji
  - voie unique de Baishinji à Takahama

### Interconnexion
La ligne est interconnectée avec la ligne Yokogawara à Matsuyama City.

### Liste des gares
La ligne comporte 10 gares. 
| Numéro | Gare           | Nom japonais | Distance (km) | Correspondances                                                                  | Localisation |
| ------ | -------------- | ------------ | ------------- | -------------------------------------------------------------------------------- | ------------ |
| IY01   | Takahama       | 高浜         | 0             |                                                                                  | Matsuyama    |
| IY02   | Baishinji      | 梅津寺       | 1,2           |                                                                                  | Matsuyama    |
| IY03   | Minatoyama     | 港山         | 2,0           |                                                                                  | Matsuyama    |
| IY04   | Mitsu          | 三津         | 3,0           |                                                                                  | Matsuyama    |
| IY05   | Yamanishi      | 山西         | 4,0           |                                                                                  | Matsuyama    |
| IY06   | Nishi-Kinuyama | 西衣山       | 5,1           |                                                                                  | Matsuyama    |
| IY07   | Kinuyama       | 衣山         | 6,0           |                                                                                  | Matsuyama    |
| IY08   | Komachi        | 古町         | 7,6           | Tramway de Matsuyama : 1, 2                                                      | Matsuyama    |
| IY09   | Ōtemachi       | 大手町       | 8,5           | Tramway de Matsuyama : 1, 2, 5                                                   | Matsuyama    |
| IY10   | Matsuyama City | 松山市       | 9,4           | Iyotetsu : Yokogawara (interconnexion), Gunchū Tramway de Matsuyama : 1, 2, 3, 6 | Matsuyama    |